# エア・マラウイ
エアマラウイ（Air Malawi）とは、かつて存在したマラウイの航空会社である。

## 概要

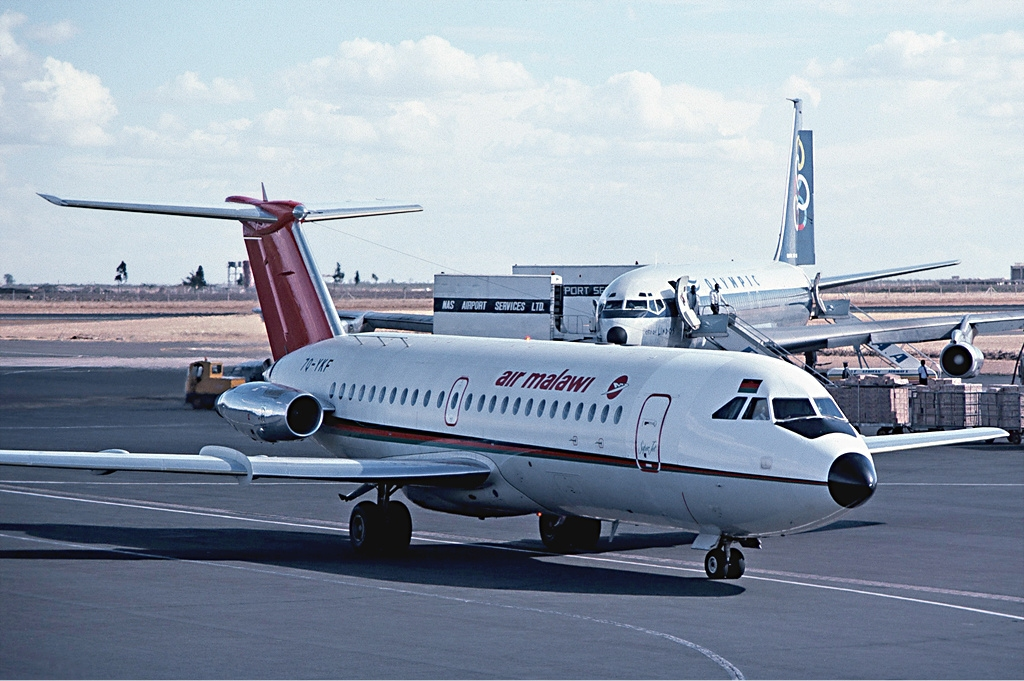
BAC 1-11

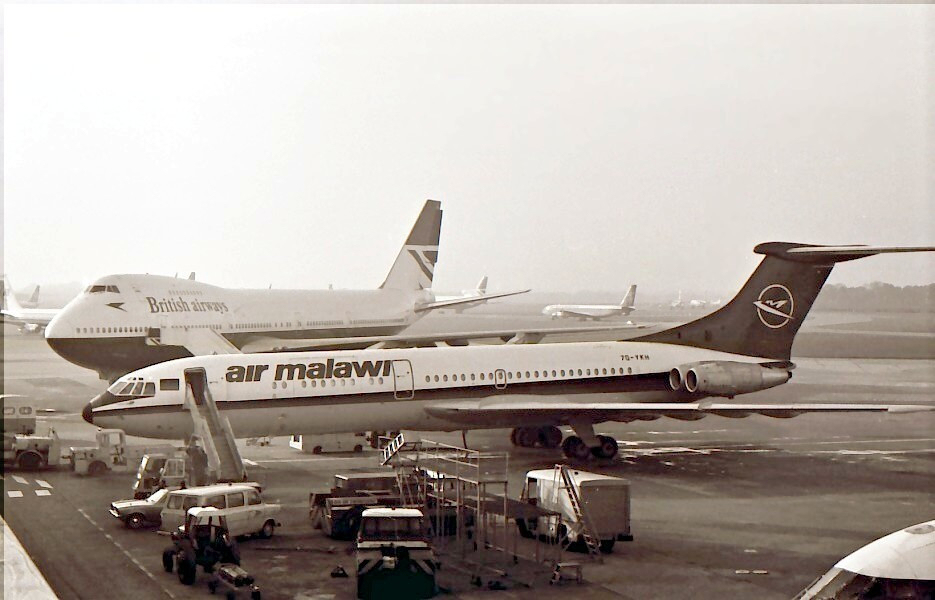
ビッカース VC-10

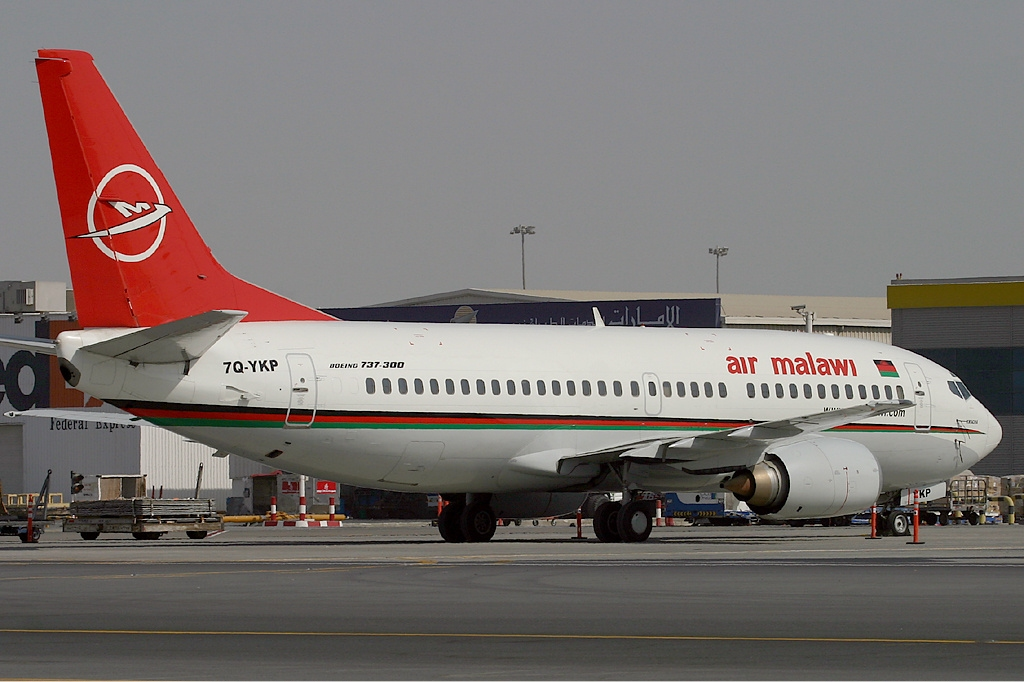
ボーイング737-300

2013年2月に運行が停止された。マラウイ国内とアフリカ大陸南東部を中心に就航していたが、一時期、イギリスロンドンのガトウィック空港、アラブ首長国連邦（UAE）のドバイにも便があった。

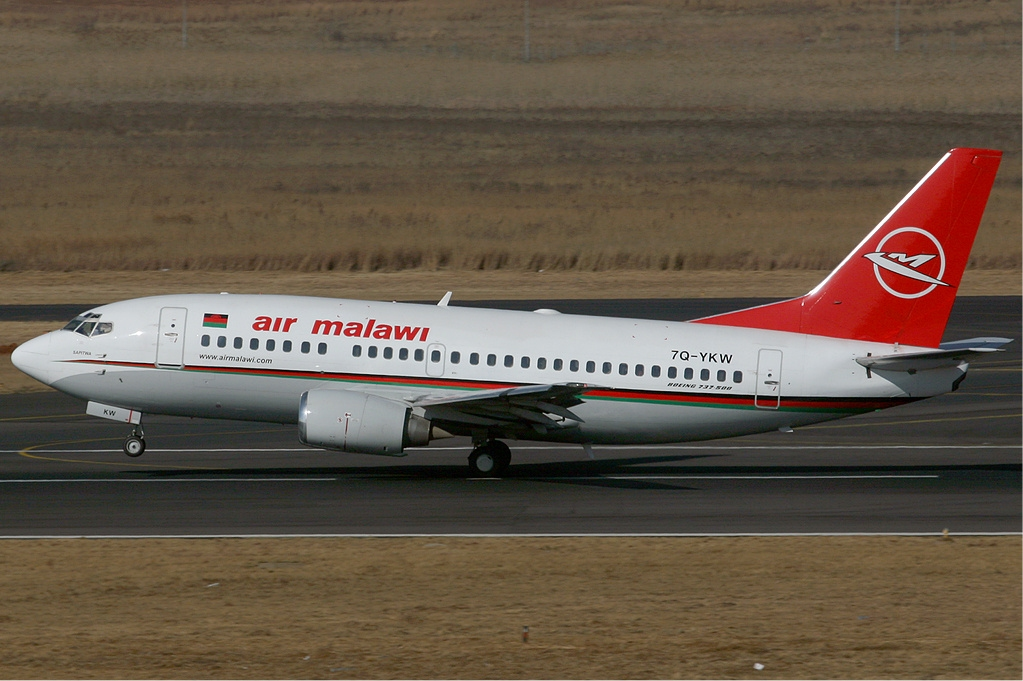
ボーイング737-500

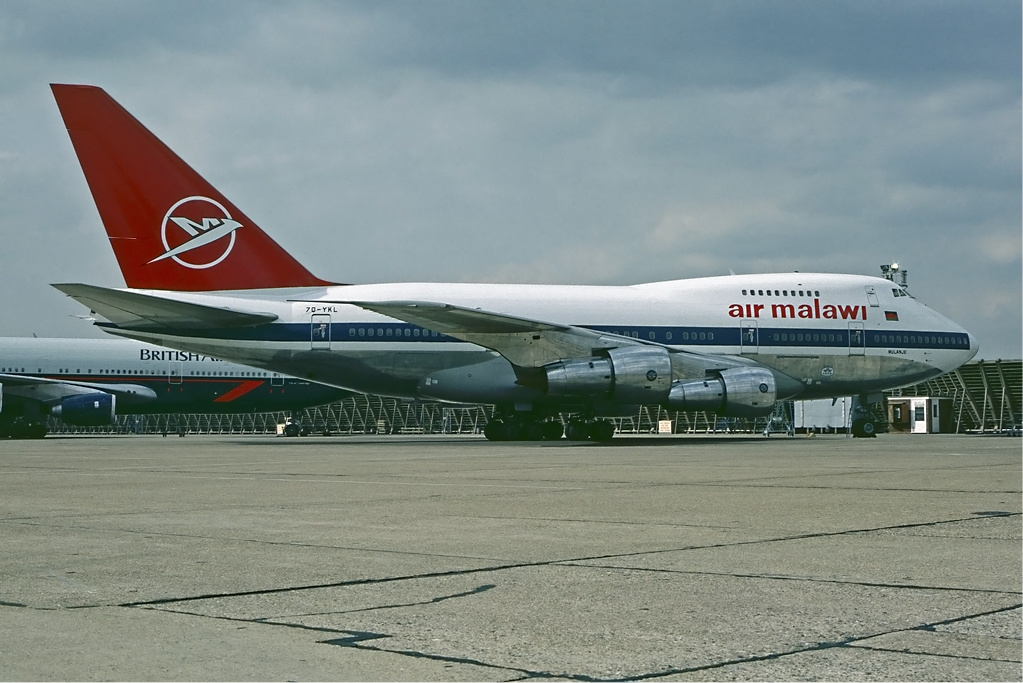
ボーイング747SP

1985年には当時の大統領ヘイスティングズ・カムズ・バンダのイギリス訪問のためだけに南アフリカ航空よりボーイング747SPを短期リースした。同機はエアマラウイの塗装に塗り替えられ大統領専用機として用いられた。

## 路線
- マラウイ国内

　リロングウェ(リロングウェ国際空港)、ブランタイヤ(チレカ国際空港)、ムズズ(Mzuzu)、クラブ・マココラ(Club Makokola) （一時期、カロンガ）等へ就航していた）
- アフリカ大陸

　ヨハネスブルグ、ハラレ、ルサカ、ダルエスサラーム、ナイロビ（一時期、ルブンバシ(Lubumbashi)、ナンプラ(Nampula)、ムフウェ(Mfuwe)等へ就航していた）
- その他

　ロンドン、ドバイ

## 保有機材

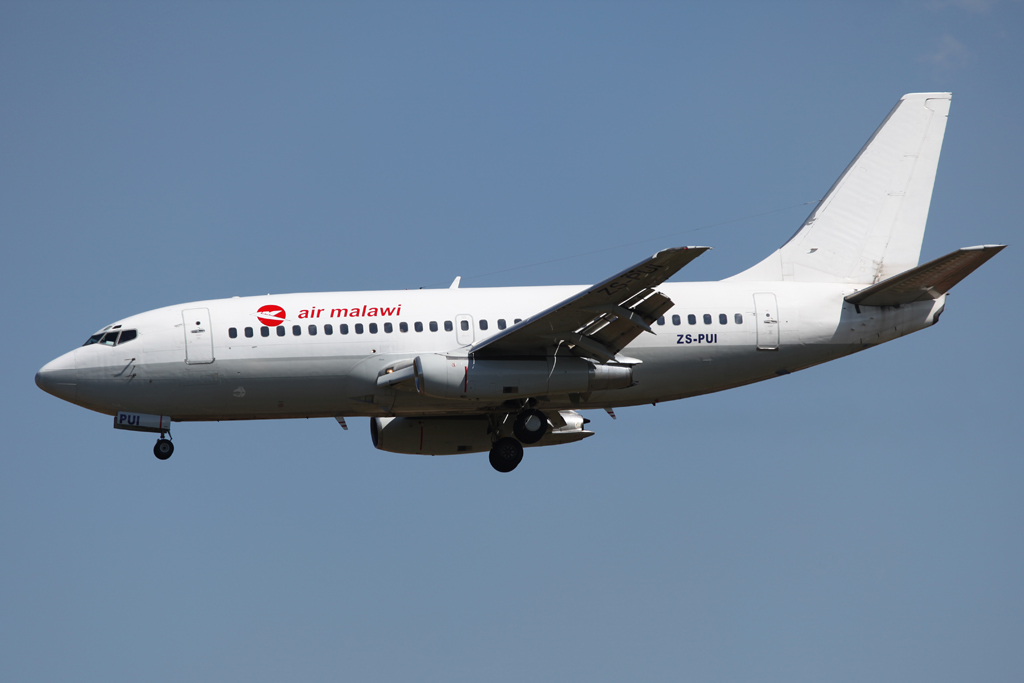
ボーイング737-200

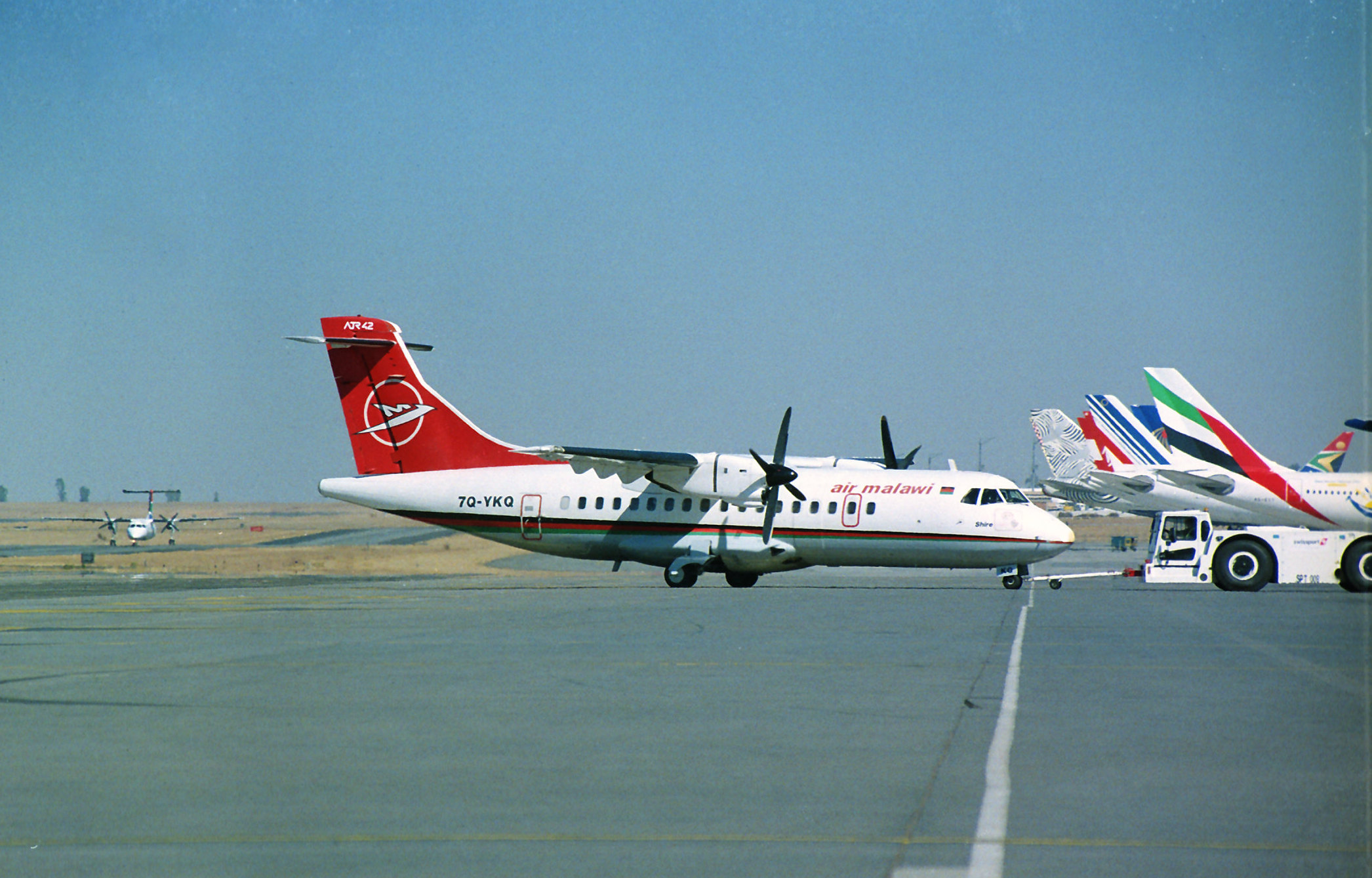
ATR 42

- ボーイング737-200型機 1機
- ATR 42-320型機 1機